# Порте
По̀рте (на италиански и на пиемонтски: Porte; на окситански: Porta, Порта) е село и община в Метрополен град Торино, регион Пиемонт, Северна Италия. Разположено е на 427 m надморска височина. Към 1 януари 2020 населението на общината е 1054 души, от които 93 са чужди граждани.